# Brodiehelm

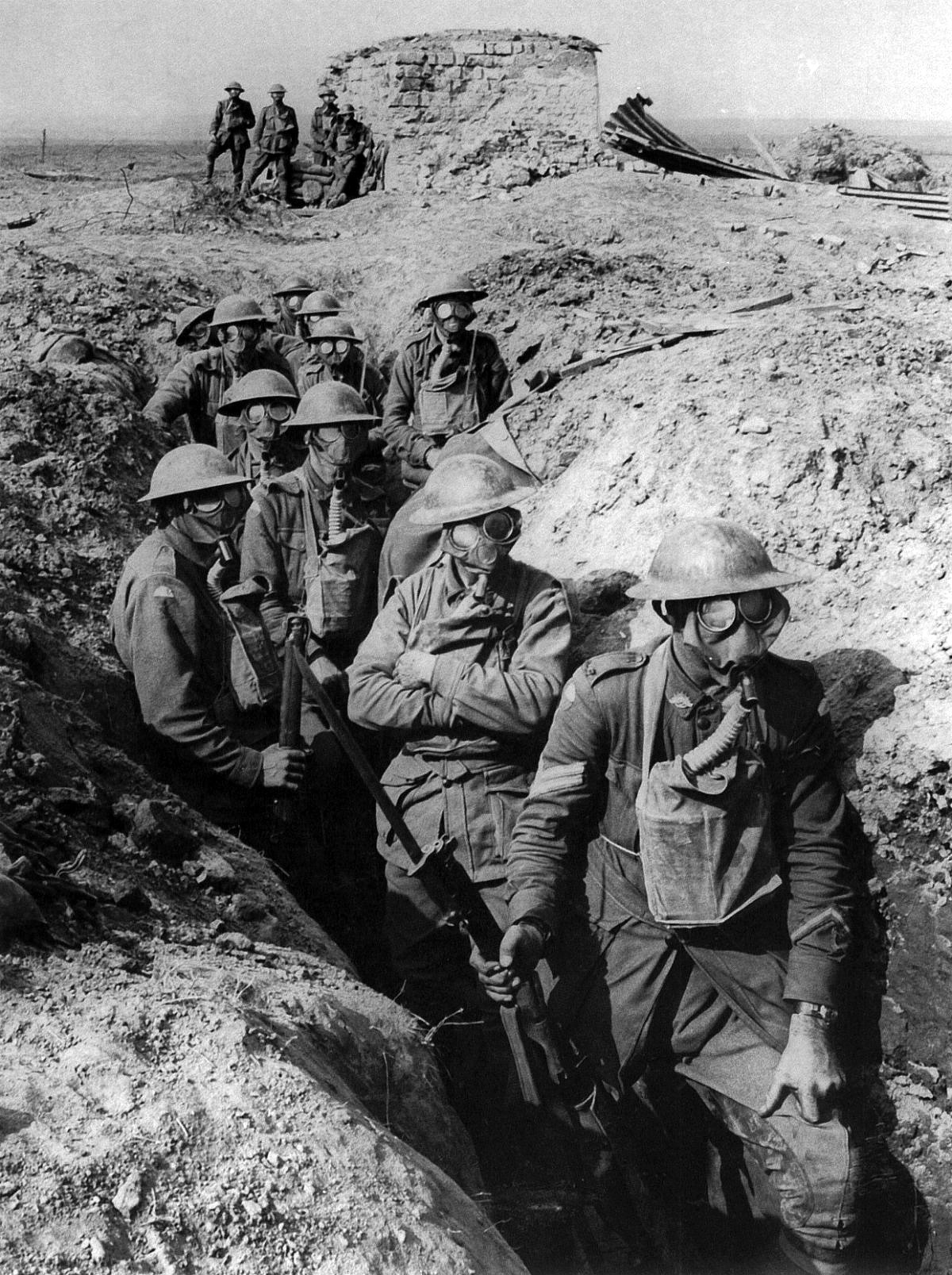
Australische infanterie met brodiehelm in loopgraven nabij Zonnebeke in 1917

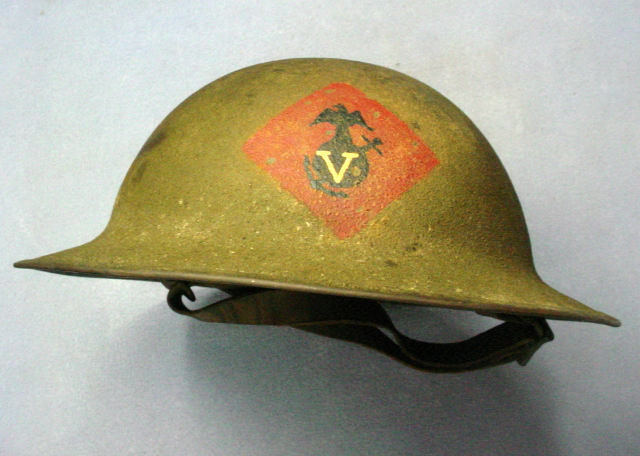
Amerikaanse M1917, een aangepaste brodiehelm

De brodiehelm is een militaire helm die in de Eerste Wereldoorlog in gebruik werd genomen door het Britse leger, en ook door het Amerikaanse leger werd overgenomen. Ook in de Tweede Wereldoorlog was deze helm in gebruik bij de legers van deze landen.
Aan het begin van de Eerste Wereldoorlog beschikte geen enkele van de strijdende partijen over gepaste bescherming voor zijn troepen in de loopgravenoorlog. Het Franse leger introduceerde in 1915 als eerste een moderne stalen helm, de adrianhelm. Ook het Britse War Office begreep de nood aan een gelijkaardige stalen helm en onderzocht onder meer de Franse helmen. De Britse oorlogsindustrie kon de productie echter nog niet aan en zocht naar alternatieven. Men kwam uiteindelijk uit op een helm ontwikkeld in 1915 door John Leopold Brodie, gebaseerd op de middeleeuwse ketelhoed. Deze helm kon uit één stuk staal worden geperst, kon dus goedkoop gemaakt worden en bood toch de nodige bescherming tegen rondvliegende granaatscherven. De helm had een ondiepe komvorm en een brede rand. Tegen de zomer van 1916 waren al een miljoen helmen naar Frankrijk verscheept. Deze aanvankelijke types A en B van de helm hadden echter nog een aantal tekortkomingen, zoals een te scherpe rand en de helmen reflecteerden te veel in het licht. Deze gebreken werden aangepakt met het model Mk I. Ook het binnenwerk werd nog aangepast. De helm werd "tin hat" of "battle bowler" genoemd.
Toen de VS toetraden tot de Eerste Wereldoorlog in 1917 zochten ook zij naar gepaste helmen. In 1917 bestelden ze nog 400.000 Britse helmen, daarna namen ze het ontwerp over en produceerden zelf hun helmen. De Amerikanen noemden de helm "doughboy".
De brodiehelm werd na de oorlog nog doorontwikkeld en werd gebruikt tot in de Tweede Wereldoorlog. De Britten voerden vanaf 1944 de Mk III ('Turtle') in. Ook de Amerikanen gebruikten model M1917 verder, tot ze vanaf 1942 de M1-helm introduceerden.